# Siergiej Chabałow
Siergiej Siemionowicz Chabałow (ros. Сергей Семёнович Хабалов, ur. 21 kwietnia?/3 maja 1858 we wsi Niercy w guberni nowogrodzkiej, zm. 1924 w Salonikach) – rosyjski wojskowy, generał porucznik, od lutego 1917 do 28 lutego 1917 dowódca wojsk Piotrogrodzkiego Okręgu Wojskowego.

## Życiorys
Był z pochodzenia Osetyjczykiem, pochodził z rodziny o tradycjach wojskowych. Ukończył gimnazjum wojskowe w Petersburgu. Skierowany do Pawłowskiej Szkoły Wojskowej, przeniósł się następnie do Michajłowskiej Szkoły Artylerii i ukończył ją w 1878. W 1886 ukończył Nikołajewską Akademię Sztabu Generalnego. Od 1886 do 1900 służył w sztabie Petersburskiego Okręgu Wojskowego. Trzy lata później został komendantem szkoły wojskowej w Moskwie, zaś w latach 1905–1914 pełnił analogiczną funkcję w Pawłowskiej Szkole Wojskowej.
W styczniu 1914 został gubernatorem wojskowym obwodu uralskiego oraz atamanem nakaźnym kozaków uralskich. Zyskał opinię doskonałego administratora i dzięki temu 13 czerwca 1916 stanął na czele Piotrogrodzkiego Okręgu Wojskowego; od 6 lutego 1917 był dowódcą wojsk okręgu, co znacząco poszerzało jego prerogatywy.
Po wybuchu protestów w Petersburgu, które przerodziły się w rewolucję lutową, starał się nie dopuścić do przekształcenia się protestów typowo ekonomicznych w zamieszki polityczne. 25 lutego odebrał telegram od cara Mikołaja II, polecający mu przy pomocy wojska stłumić wystąpienia. Jak następnie wspominał, polecenia monarchy uznał za całkowicie nietrafne. Polecił rozlepić na mieście plakaty zapowiadające, iż wojsko będzie strzelać do uczestników kolejnych manifestacji, a robotnicy, którzy będą brali udział w strajkach, zostaną odesłani na front. Radykalizację nastrojów w kolejnych dniach obserwował bezczynnie. Nawet po tym, gdy doszło do pierwszych przypadków fraternizacji żołnierzy z protestującymi zapewniał cara, że stłumi zamieszki. Niemniej 26 lutego Chabałow polecił wojsku, Kozakom i policji rozpędzać demonstracje siłą. Podczas pacyfikacji wiecujących na Placu Znamieńskim tego dnia doszło do starć między żołnierzami a robotnikami, ok. 50 robotników zostało zabitych. Jednak już następnego dnia, 27 lutego 1917 Chabałow stracił kontrolę praktycznie nad całym garnizonem, kolejne pułki ogłaszały przejście na stronę rewolucji, a jego rozkazy był gotów wykonywać jedynie Pułk Izmajłowski. Musiał wówczas przyznać, że nie potrafi zapobiegać ulicznym zgromadzeniom i nie panuje nad podległymi sobie siłami.
28 lutego został aresztowany i uwięziony w Twierdzy Pietropawłowskiej. 2 marca został zwolniony z pełnionych dotąd obowiązków i przeniesiony do rezerwy. Więzienie opuścił w październiku 1917, zaś 11 listopada tego samego roku, na własną prośbę, został zwolniony ze służby, zachowując emeryturę. Dwa lata później wyjechał na południe Rosji, zaś w 1920 emigrował razem z siłami Białych z Noworosyjska do Salonik, gdzie zmarł.